# 埃尔什
埃尔什（法語：Erches，法語發音：[ɛʁʃ]）是法国上法蘭西大區索姆省的一个市镇，属于蒙迪迪耶区。

## 地理
埃尔什（49°43'21"N, 2°40'14"E）面积8.21 平方千米，位于法国上法蘭西大區索姆省，该省份为法国北部沿海省份，北起加来海峡省和北部省，西接滨海塞纳省和大西洋英吉利海峡，南至瓦兹省，东临埃纳省。
与埃尔什接壤的市镇（或旧市镇、城区）包括：昂德希、阿尔维莱尔、布舒瓦尔、盖尔比尼、帕尔维莱尔-勒凯努瓦、瓦尔西。

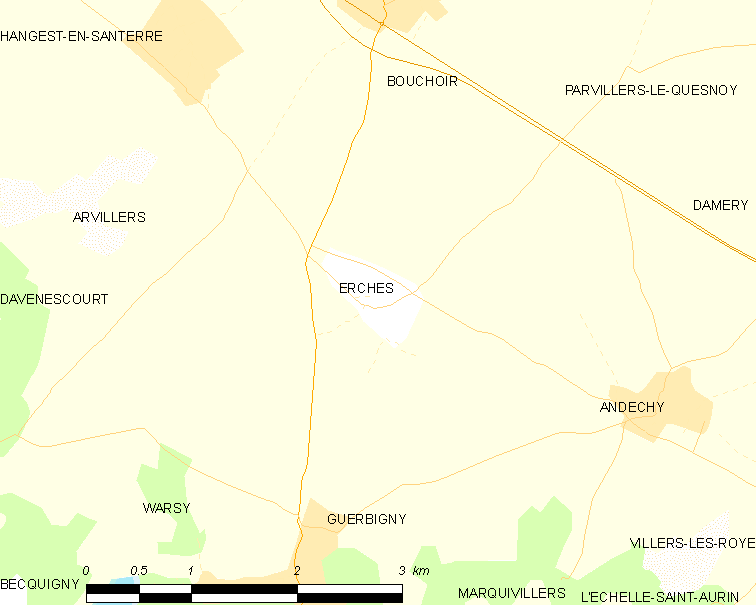
埃尔什的OSM定位图

埃尔什的时区为UTC+01:00、UTC+02:00（夏令时）。

## 行政
埃尔什的邮政编码为80500，INSEE市镇编码为80278。

## 政治
埃尔什所属的省级选区为鲁瓦县。

## 人口

1962-2008年间埃尔什人口变化图示

埃尔什于2022年1月1日时的人口数量为195人。